# Giovanni Bellini (politico)
Giovanni Bellini (Firenze, 3 gennaio 1950) è un politico italiano.

## Biografia
Laurea in lettere, dirigente d'azienda. Nel 1985 è eletto consigliere comunale a Firenze per il Partito Comunista Italiano, confermando il proprio seggio a Palazzo Vecchio anche nel 1990. Dopo la svolta della Bolognina aderisce al PDS. Conclude il mandato consiliare nel 1995. 
Viene eletto alla Camera dei deputati nel 2001, nel collegio maggioritario di Firenze-2, collegato alla lista de L'Ulivo, aderendo al gruppo dei Democratici di Sinistra. Nella XIV Legislatura è membro della commissione Lavoro Pubblico e Privato.
Nelle elezioni politiche del 2006, XV Legislatura, è stato eletto al Senato della Repubblica nella circoscrizione Regione Toscana nella lista dei Democratici di Sinistra e ha aderito al gruppo L'Ulivo del Senato.
Membro della 13ª commissione permanente, ambiente, territorio e beni ambientali e della Commissione di controllo enti gestori previdenza assistenza e della Commissione per la semplificazione della legislazione.
Nel maggio 2007 ha aderito a Sinistra Democratica, con la quale nel 2009 contribuisce alla nascita di Sinistra Ecologia Libertà. In SEL è presidente dell'assemblea federale della provincia di Firenze. Allo scioglimento di tale partito, dal 2017 fa parte di Sinistra Italiana.